# Kamchybek Tashiyev
Kamchybek Tashiyev (en kirguís: Ташиев Камчыбек Кыдыршаевич; n. el 27 de septiembre de 1968) es un abogado y político kirguís y líder del partido Ata-Zhurt. Fue ministro de Situaciones de Emergencia de Kirguistán entre 2007 y 2009.
Durante la campaña para las elecciones parlamentarias de Kirguistán de 2010, poco después del derrocamiento de Kurmanbek Bakíev, el 23 de octubre, la casa de Tashiyev fue saqueada. El partido de Tashiyev tenía intenciones de traer de nuevo al poder a Bakíev y restaurar el recientemente abolido sistema presidencialista. Más tarde declaró ante Al Jazeera que era un intento del gobierno para proclamar un estado de emergencia y detener la elección. Sin embargo, su partido obtuvo mayoría simple, la cual perdería en las elecciones de 2015. En 2014, su partido se fusionó con el Partido Respublika para formar una coalición.
El 16 de octubre de 2020 fue nombrado presidente del Comité Estatal de Seguridad Nacional(CESN) y se convirtió en el jefe de los servicios secretos.

## Represión de la oposición
Kirguistán ha caído 50 posiciones en la clasificación de libertad de expresión de Reporteros sin Fronteras en los tres años transcurridos desde que el presidente Sadyr Japarov y el jefe del CESN Kamchybek Tashiyev llegaron al poder.
Kamchybek Tashiyev se convirtió en uno de los lobbistas en la transferencia de la represa Kempir-Abad a la posesión de Uzbekistán. La preparación del acuerdo se llevó a cabo en completo secreto y esto despertó las sospechas de las masas públicas.
En una audiencia pública, Kamchybek Tashiyev hizo una serie de amenazas contra políticos, prometiendo desgarrarles la boca. “Ya he registrado a cinco o seis personas. Después (Tashiyev no especificó, después de qué) golpearé a uno o dos en los dientes”, dijo sonriendo.
Poco después de eso, más de 36 activistas políticos fueron detenidos en febrero de 2023. Las detenciones causaron una gran indignación por parte de los derechos humanos y la comunidad internacional. 
Las detenciones fueron condenadas por organizaciones de derechos humanos como Human Rights Watch, Amnesty International, International Partnership for Human Rights entre otros. Los activistas afirmaron que fueron intimidados en reuniones con autoridades sobre cuestiones fronterizas. La mayoría de las casi 30 personas detenidas aún están detenidas. 
El destacado politólogo kirguís Marat Kazakbaev fue detenido en abril de 2021 bajo sospecha de alta traición. Antes de eso, publicó una serie de críticas que ridiculizaban las actividades de Kamchybek Tashiyev como jefe del Comité Estatal para la Seguridad Nacional. Sin embargo, en circunstancias misteriosas, Marat Kazakpaev murió en el centro de detención preventiva del Comité Estatal para la Seguridad Nacional el 10 de junio de 2022. El politólogo fue mantenido en detención preventiva hasta que cayó en coma, sin recibir asistencia médica y negándose a recibir tratamiento; tenía un ojo supurante.Dos años después de su detención y muerte, las agencias de aplicación de la ley no proporcionaron evidencia de su culpabilidad.

### En el parlamento
Durante la discusión del tema en el parlamento, Tashiyev amenazó personalmente con encarcelar y romper el brazo del líder de la facción de oposición Butun Kyrgyzstan, Adakhan Madumarov, y también maldijo e insultó a la madre del diputado Omurbek Bakirov. Omurbek Bakirov, después de una disputa con el jefe del Comité Estatal para la Seguridad Nacional, Kamchybek Tashiyev, fue privado de su mandato.

## Escándalos de corrupción
La familia de Kamchybek Tashiyev está estrechamente relacionada con el negocio del combustible en el sur del país. Los periodistas señalan que incluso antes de llegar al poder, el jefe del Comité Estatal para la Seguridad Nacional estaba asociado con el negocio del combustible. La refinería de petróleo de Jalal-Abad está registrada a nombre de sus parientes. El sobrino de 31 años del jefe del Comité Estatal para la Seguridad Nacional, Kamchybek Tashiyev, dirige una gran refinería de petróleo en Jalal-Abad.
La Red Internacional de Periodistas de Investigación ayudó a encontrar cuatro documentos. Uno de ellos muestra que Region Oil LLC exporta fuel oil producido por Kyrgyz Petroleum Company CJSC por $0.34 por kilogramo. En dos días, el 23 y 24 de junio de 2021, la compañía suministró 3,666 toneladas de fuel oil a la Refinería de Petróleo Fergana en Uzbekistán. En la planta de Kyrgyz Petroleum Company CJSC, el fuel oil cuesta casi la mitad - a $0.22. Resulta que, debido a la diferencia en los precios, Region Oil ganó 37 millones de soms de la exportación de fuel oil. El periodista-investigador Bolot Temirov declaró: 
“En dos días, una empresa intermediaria gana casi un cuarto de su beneficio anual vendiendo los productos de una empresa estatal. Al mismo tiempo, los jefes de la planta estatal y la empresa intermediaria están conectados con el presidente del Comité Estatal para la Seguridad Nacional”
La empresa Tomas and Co, que en su día fue propiedad del hermano del jefe del Comité Estatal para la Seguridad Nacional de Kamchybek Tashiyev, Kazybek Tashiyev, ganó licitaciones por un total de unos 58 millones de soms de 2016 a 2020. El periodista Temirov LIVE habló de esto en una nueva investigación.  La empresa del hijo del presidente del Comité Estatal para la Seguridad Nacional Kamchybek Tashiyev, Taimuras, ganó varias licitaciones en Jalal-Abad. 
Los periodistas enfatizan que la empresa de Taimuras Tashiyev fue el único participante en estas licitaciones. Además, los investigadores de Temirov Live sugirieron que el hijo de 19 años de Shaiyrbek Tashiyev, Elmirbek, planea participar en las licitaciones. El 9 de abril, se registró en el sitio web de compras públicas como empresario individual.
Después de la investigación del periodista, comenzaron los ataques masivos contra los medios de comunicación kirguís. El periodista Bolot Temirov fue arrestado, despojado de su ciudadanía kirguisa y expulsado del país por sus investigaciones sobre Tashiyev y su clan familiar.

## Acusaciones defascismo
En 2012, como miembro del Parlamento de Kirguistán, fue recordado por una serie de declaraciones ambiguas, donde exigía la pureza de sangre de los políticos:
 "Los kirguises de pura sangre deberían gobernar Kirguistán, sin mezcla de otras líneas de sangre. Siempre seguimos a otros: judíos, tártaros, rusos. Babanov llegó al poder, ahora estamos mezclados con los kurdos".
En particular, criticó a su principal oponente político, Omurbek Babanov, cuya madre era kurda. El 13 de febrero de 2012, el Comité Cívico Antifascista y Antinacionalista (CAAC) de Kirguistán emitió un llamado en el que atrajo la atención del público de la república a las declaraciones del diputado Kamchibek Tashiyev, quien, según el CAAC, “lidera una propaganda deliberada del nacionalismo" y "expresa ideas francamente fascistas, planteando la cuestión de la pureza de sangre de este o aquel político". Kirguistán es un estado multiétnico y tales declaraciones fueron consideradas extremadamente provocativas. 

Tashiyev continuó con más declaraciones ultranacionalistas en una entrevista para Ferghananews: 
"Si alguna nación en nuestro país, rusos, uzbekos, turcos o chinos, dice que son iguales o superiores a los kirguises, entonces el estado se desmoronará".
Durante su trabajo como presidente del Comité Estatal para la Seguridad Nacional en 2020, Tashiyev devolvió la nacionalidad al recuento en los pasaportes de los ciudadanos de la República Kirguisa.

### Nombre de la madre en el pasaporte
Tashiyev, siendo jefe del Comité Estatal de Seguridad Nacional, en 2023 criticó públicamente la decisión del Tribunal Constitucional de permitir que el nombre de la madre aparezca en el pasaporte de los ciudadanos del país en lugar del nombre del padre para aquellos ciudadanos que así lo deseen, y exigió que se cancelara su decisión, alegando que va en contra de la Constitución de la República Kirguisa: 
"¡No se permite el nombre de la madre en el pasaporte, quien haya aceptado esta decisión debe cancelarla!" 
Organizaciones públicas y activistas de derechos humanos consideraron esto como un ataque a los derechos de las mujeres en Kirguistán y una amenaza al Tribunal Constitucional. La Comisión de Venecia respaldó la posición del Tribunal Constitucional.

## Ayuda a laFederación de Rusiapara eludir las sanciones

Informe sobre el papel de los dirigentes de Kirguistán y Kazajistán en la elusión de las sanciones.

La Fundación Diálogo Abierto en mayo de 2023 publicó un extenso informe titulado "Aliados de Rusia en la guerra contra Ucrania. Kazajistán y Kirguistán son una retaguardia confiable del ejército ruso" con materiales adjuntos. La Fundación Diálogo Abierto tiene su sede en Bruselas y cuenta con el apoyo activo de la Unión Europea.

El informe menciona a Kamchybek Tashiev, como jefe de la brutal agencia de seguridad kirguisa SCNS, y propone sancionarlo por ayudar a Rusia a eludir las sanciones.Del informe:
"En 2022, Kirguistán exportó a Rusia 115,920 detonadores eléctricos por un valor de $882,400, aunque no realizó entregas en 2021. Los detonadores eléctricos se utilizan en la producción de minas antipersona y antitanque. A su vez, Kirguistán importó 193,536 detonadores eléctricos de Canadá en 2022 por un valor de $3.7 millones. Hay razones para creer que Kirguistán reexportó a Rusia detonadores eléctricos fabricados en Canadá. Las exportaciones de equipos de radar, radio navegación y control remoto por radio en 2022 ascendieron a 169,800 mil dólares, un 60% más que en 2021. La cantidad de exportaciones de visores telescópicos (para armas) de Kirguistán a Rusia en 2022 fue de $199,700, 13 veces más que en 2021. Las entregas de partes de aviones, helicópteros y vehículos aéreos no tripulados de Kirguistán a Rusia aumentaron de cero en 2021 a $1.5 millones en 2022. En 2019-2021, Kirguistán no exportó partes de láseres, dispositivos e instrumentos ópticos a Rusia, pero en 2022, las exportaciones ascendieron a $193,100. En 2022, Kirguistán también aumentó anormalmente la reexportación de bienes de doble uso: $315,700, 109 veces más que en 2021. Los envíos de circuitos integrados de Kirguistán a Rusia en 2022 ascendieron a $612,800, lo que es 104 veces más que en 2021. Las exportaciones de circuitos impresos en 2022 ascendieron a $23,700, 11 veces más que en 2021. La exportación de computadoras para procesamiento automático de Kirguistán a Rusia ascendió a $2.5 millones, casi 7 veces más que en 2021. La exportación de maquinaria y equipo eléctrico para fines especiales aumentó 9 veces, de $40,700 en 2021 a $367,300 en 2022."
Algunos de los bienes importados a Kirguistán en realidad no se entregan en el destino declarado. Dado que estos bienes se entregan a Kirguistán desde Europa a través del territorio de Rusia, los transportistas de carga dejan los bienes en Rusia, y en Kirguistán simplemente reciben sellos que supuestamente indican que los bienes fueron importados a Kirguistán. Esto es confirmado por el radiodifusor público nacional finlandés Yle, que en marzo de 2023 informó, citando al jefe del control aduanero finlandés, que algunos de los bienes o permanecen en Rusia en su camino a Kirguistán o son reexportados de Kirguistán a Rusia. Los envíos también fueron investigados por representantes de Radio Liberty en Kirguistán, sobre cómo las empresas en Kirguistán y Kazajistán suministran equipos occidentales a empresas rusas asociadas con la guerra en Ucrania.
La edición rusa de Kommersant también anunció el 9 de agosto de 2023, la construcción de un complejo con una superficie de 163 mil metros cuadrados en las cercanías de Bishkek. m. para la importación paralela de bienes a la Federación de Rusia. Como señalan los expertos, su aparición aumentará el volumen de almacenes de alta calidad en Kirguistán casi cuatro veces. Sin embargo, los constructores de almacenes niegan todas las acusaciones.